# Kościół Świętych Apostołów Piotra i Pawła w Dębnie
Kościół pw. Świętych Apostołów Piotra i Pawła w Dębnie – kościół parafialny parafii Świętych Apostołów Piotra i Pawła w Dębnie w województwie zachodniopomorskim.

## Opis
Świątynia 3-nawowa, monumentalna, z wysoką wieżą od strony wschodniej, apsydą od strony zachodniej i ciągiem kaplic od strony południowej; zbudowana z cegły czerwonej i klinkierowej, na fundamentach kamiennych; korpus nawowy 2-kondygnacyjny, bryła wyraźnie podzielona na 3 nawy, z osobnym dachem nad każdą nawą. Półkolista apsyda zawierającą prezbiterium w zwieńczeniu ma rząd głębokich okulusów, w płycinach podkreślonych fryzami; górującą nad całością świątyni 4-kondygnacyjna wieża zwieńczona latarnią i stożkowym hełmem. Nad oknem 3 kondygnacji wieży znajduje się tarcza zegarowa, a nad nią ostatni człon wieży w formie loggi podzielonej półkolistymi arkadami wspartymi na kolumnach. Wejście do każdej z naw przez portale zwieńczone 3-krotnymi tympanonami i krzyżami.
Wnętrze podzielone na 3 wyraźne nawy przy pomocy drewnianych empor, wspartych na wiązkowych kolumnach o głowicach toskańskich i korynckich. Na ścianach malowidła, w czaszy apsydy – Trójca Święta. Na szczytowych ścianach naw bocznych malowidła przedstawiają Chrystusa udzielającego Komunii oraz Matkę Boża Orędowniczkę. Oryginalne organy wykonane przez berlińską firmę Lang und Dinse. W wyposażeniu także dzwony: jeden wykonany w 1669 przez L. Kockeritza ze Szczecina i drugi, odlany w 1794 r. przez Jana Krzysztofa Fischera z Chojny.

## Historia
W 1845 r. nastąpiło osunięcie wieży kościelnej w XIII-wiecznej świątyni, który został czasowo zamknięty. Powołana komisja stwierdziła, że budynek nie nadaje się do użytku. Do rozbiórki przystąpiono w 1852 r., po czym rozpoczęto budowę nowego kościoła, według gotowego wzoru z kościoła św. Mateusza w Berlinie (architekta Friedricha Augusta Stülera), w tzw. stylu rundbogenstil (łuków kolistych). Poświęcenie kamienia węgielnego nastąpiło 15.10.1852 r. Nadzór sprawował frankfurcki architekt Emil Flaminius, zaś wykonawcą była firma Münchhoff z Myśliborza. 27 marca 1855 r. odbyła się uroczysta konsekracja świątyni. Mimo to, kontynuowano jeszcze do 1857 r. prace przy wznoszeniu wieży. 
Organy wykonane zostały przez berlińską firmę Lang und Dinse, w późniejszym czasie również w Berlinie wykonano witraże, inne oszklenia wykonała firma Jahn. 12 czerwca 1874 uderzenie pioruna wywołało pożar wieży kościelnej, który nie spowodował większych szkód.
W czasie II wojny światowej Rosjanie uczynili z kościoła salę kinowo-widowiskową, niszcząc cenne sprzęty, stanowiące jego wyposażenie. W centralnym miejscu postawiono popiersie Stalina. Zniszczona została biblioteka kościelna, zawierająca 18 tomów pierwszego wydania dzieł Marcina Lutra, przepadły księgi metrykalne i archiwum kościelne. Po strzelaninie urządzonej przez żołnierzy rosyjskich, zbór został zamknięty przez NKWD.
24 grudnia 1945 r. poświęcony jako świątynia rzymskokatolicka pw. św. Apostołów Piotra i Pawła przez ks. proboszcza Wiktora Markiewicza. W 1954 r. wnętrze zostało pomalowane i upiększone obrazami na sklepieniu absydy i na frontowych ścianach bocznych naw. W 1956 r. przeprowadzono remont pokrycia wieży. W 1962 r. położono nowa posadzkę z terakoty w całym kościele, zakrystii, przedsionkach, a w następnych latach wymieniono większą część podłogi na balkonach i na chórze. W 1963 r. pokryto nową blachą dach zakrystii, a w 1964 dano nową blachę w obu kolebach dachowych. Przebudowano także wejście na balkony i urządzono dwie sale katechetyczne po obu stronach wieży, a trzecią przy prezbiterium w części nawy bocznej – północnej (już nie istnieją). W 1970 r. pokryto wieże blachą, a w 1973 r. i 1974 r. sprawiono do wszystkich okien kościelnych nowe witraże. W 1974 r. i 1975 r. założono nową instalację elektryczną. W 1976 r. wymieniono częściowo podłogę na balkonach i wybetonowano plac wokół prezbiterium kościoła. W 1977 r. wymieniono 9 belek nośnych w sufitach kościoła i wymieniono jeden filar podtrzymujący strop kościelny. Pokryto blachą miedzianą główną nawę kościoła i połowę bocznej nawy – południowej. W latach 80 XX w. dobudowano obok kościoła salki i zakrystię.

## Podobne kościoły
Według gotowego wzoru kościoła św. Mateusza w Berlinie architekta Friedricha Augusta Stülera wybudowane zostały, oprócz kościoła w Dębnie, również świątynia w Peitz (w latach 1854-1860; ze zmienioną wieżą) oraz w Bytowie (w latach 1847-1854; ewangelicki kościół pw. św. Elżbiety, obecnie rzymskokatolicki pw. św. Katarzyny).